# L'angelo del peccato
L'angelo del peccato è un film del 1952 diretto a quattro mani da Leonardo De Mitri e Vittorio Carpignano.

## Produzione
Il film rientra nel filone romantico-popolare, comunemente detto strappalacrime (ed in seguito denominato anche neorealismo d'appendice), molto in voga tra il pubblico italiano durante gli anni del secondo dopoguerra (1945-1955).